# Melany la fea: La venganza
Melany la fea: La venganza es una película francesa dirigida por Jean-Patrick Benes y Allan Mauduit estrenada el 12 de noviembre de 2008.

## Argumento
Mélanie es una chica fea, explotada por su jefe y su vecina, quienes se aprovechan de que es demasiado amable e indulgente. Ingenua y generosa, cae en la trampa de su prima: Aurore, creyendo en un príncipe azul. Decidida a vengarse, Mélanie se convierte en villana: explota a su jefe, les juega malas pasadas a las amigas de Aurore, y da 'consejos' a todo el mundo calculando sus efectos, evidentemente.

## Reparto
- Marilou Berry: Mélanie
- Frédérique Bel: Aurore
- Joséphine de Meaux: Blandine
- Alice Pol: Jessica
- Pierre-François Martin-Laval: Martinez
- Chantal Lauby: Madre de Mélanie
- Liliane Rovère: Abuela de Mélanie
- Éric Laugérias: El policía
- Gil Alma: Jonathan
- Thomas N'Gijol: Innocent

## Anécdotas
- Mélanie Lupin es un anagrama de Amélie Poulain.
- En la película se puede apreciar imágenes de los juegos televisivos populares en Francia como: Le Juste Euro y fr:Question pour un champion.

## Enlaces
- (en)Ficha en IMDb